# Disciplinati de Bérgamo
Los Disciplinati di Bergamo, en la Baja Edad Media eran laicos reunidos en congregaciones y cofradías que, preocupados por la salvación de sus almas, se sometían a una vida de oración y penitencia, incluyendo también la autoflagelación. Con esta última práctica intentaban también repetir y experimentar en sus propios cuerpos los sufrimientos padecidos por Cristo en su pasión.

## SiglosXIIIyXIV
Fue un fenómeno socioreligioso que tuvo una notable difusión entre el siglo XIII y principios del XV, visto con recelo y en muchas ocasiones criticado por la Curia romana, que condenaba a algunos de sus exponentes como herejes. Fue el obispo Cipriano degli Alessandri quien aprobó la regla el 15 de octubre de 1336, concediendo indulgencia a quienes apoyaban económicamente la regla.
La congregación tenía como objetivo “los hombres que directamente quieren vivir y utilizar sus pecados en penitencia”. Los disciplinados, también llamados golpeados por sus manifestaciones penitenciales, encontraron un terreno fértil entre la gente común en un período histórico particularmente difícil, caracterizado por luchas fratricidas entre güelfos y gibelinos. Detrás de estas facciones, o más bien siglas, se encontraban potencias feudales que, al margen de cualquier ideología distinta a la conquista o mantenimiento del poder, buscaban imponer su propia supremacía.
A todo ello se sumaban las recurrentes plagas con su bagaje de muerte, entendidas por el pueblo como manifestaciones de la ira divina por las fechorías de los hombres, y el endémico estado de miseria en el que luchaba la mayoría de la población sometida.
Una nueva religiosidad nació espontáneamente y se extendió allí donde las penurias materiales y espirituales eran mayores, dando lugar a movimientos religiosos que a menudo rayaban en la herejía.

## Papado e imperio
Era la época del choque entre el papado y el Imperio que desde las cenizas del imperio carolingio intentaban imponer su primacía como potencia universal, y al mismo tiempo comenzaba su decadencia política ante la aparición de nuevas realidades como los municipios nacientes en Italia y los pródromos de estados nacionales en Europa. Los Disciplinati de Bérgamo se insertaron en esta situación intentando aliviar algunas de las necesidades básicas de la población con obras de caridad y tratando de imponer una pacificación general con procesiones y sermones, intercalados con las prácticas penitenciales a las que se sometían.

## Bérgamo
En Bérgamo, este movimiento popular-religioso tuvo gran acogida en el siglo XIV, impulsado por la vehemencia de oratoria de Venturino de Apibus, que pasó a la historia como el Beato Venturino de Bérgamo, que viajó por el centro y norte de Italia predicando la pacificación general. La cofradía estaba encabezada por un Ministro General que era elegido por todos los representantes de los diferentes colegios, que ya contaban con su propio ministro, un caneparo y concejales. Los representantes de las diferentes escuelas se reunieron en el capítulo sobre la segunda fiesta de Pentecostés «en la ciudad de Bérgamo o en cualquier otro lugar, en una tarde cualquiera». El Ministro general designado ocupaba este cargo durante un año, tenía el deber de visitar las diferentes escuelas repartidas por el territorio y decidir dónde se desarrollaría el próximo capítulo, y todos le debían obediencia «in te li soy comandamenti liciti e honesti». Los distintos colegios elegían a sus representantes nominando de ocho a doce personas entre las consideradas mejores para ser nombrados concejales que debían elegir al primer ministro «da durare da Kalendo de zinaro persina a Kalendo de luyo primo sequente», por lo que durante seis meses, también se elegía un canepario que era un hombre de absoluta confianza administrativa. El primer ministro sería entonces el representante en el capítulo general para la elección del Ministro general. Todos debían cumplir con las normas disciplinarias dictadas por los ministros y no debía crear odio entre los diferentes personajes.
Ninguno de los hermanos podía pedir limosna en nombre de la organización, que debía sustentarse únicamente con ofrendas personales, pero podían aceptar donaciones espontáneas que se les ofrecían, pero que debían pagarse inmediatamente al caneparo. Si un hermano necesitaba ayuda o no había fondos suficientes para su funeral, se imponía una "talia", pero esta también era autorizada y definida por el ministro.

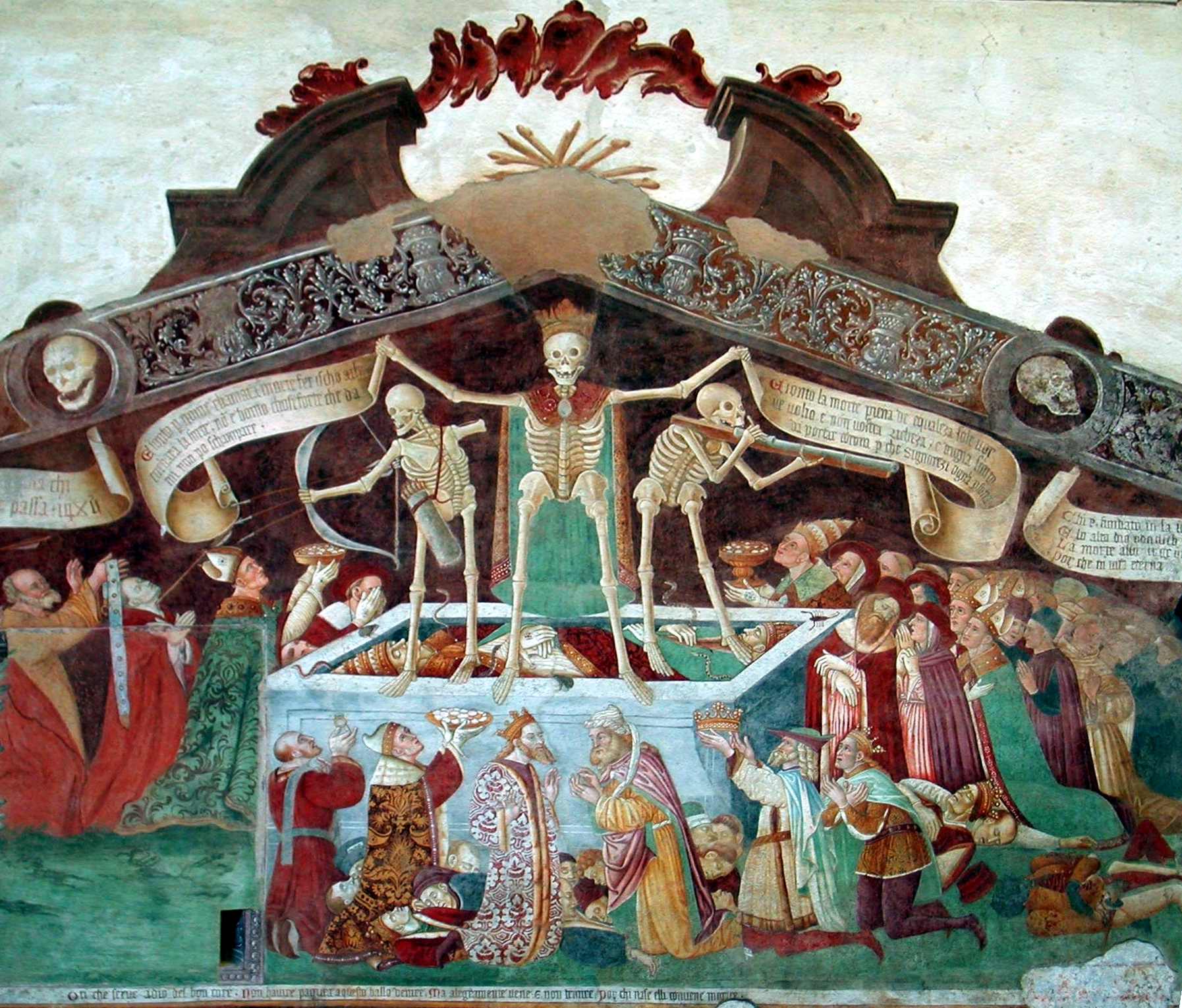
Triunfo de la muerte, en el Oratorio dei Disciplini (Clusone)

El movimiento se caracterizó desde el principio por un fuerte fanatismo religioso y tuvo cierto apoyo en los valles de Bérgamo, donde a las dificultades normales de la supervivencia diaria se sumaban las matanzas y devastaciones resultantes de los conflictos entre güelfos y gibelinos, detrás de los cuales actuaban personajes que encontraban abarcar la política a las ambiciones propias de ponerse del lado de uno u otro poderoso del momento.
En el territorio de Lemine, en la zona de Almen, el punto de encuentro de los disciplinados era el pórtico de la iglesia de San Giorgio en Lemine y no su interior, ya que estaba prohibido por las normas canónicas.
Lo que queda de su fervor religioso, en Clusone en Val Seriana, es el oratorio de los Disciplini cuya construcción fue iniciada por los llamados Disciplini Bianchi durante el siglo XIV.
En los siglos siguientes, el oratorio fue ampliado y enriquecido con frescos que lo convirtieron en la obra maestra histórico-artística universalmente conocida por su Danza Macabra y el Triunfo de la Muerte.